# Sola Osofisan
Sola Osofisan (geboren 30. September 1964 in Lagos) ist ein nigerianischer Schriftsteller und Drehbuchautor, der in den USA lebt.

## Leben
Sola Osofisan schrieb in Nigeria eine Vielzahl von Skripten für Fernsehspiele. Er schrieb das Hörspiel Old Letters für die BBC. Er war dreimal Gewinner einer Auszeichnung der Association of Nigerian Authors. Da er beruflich nicht vorankam, bemühte er sich gleichwohl um eine Ausreise in die USA und wanderte schließlich vor der Jahrtausendwende mit einer Greencard, für die er vorher bei der Diversity Immigrant Visa-Lotterie eine Berechtigung gewonnen hatte, aus. Er lebt in New Jersey. Er gründete 2004 das African Writer Magazine.

## Werke (Auswahl)
- The living and the dead. Erzählungen. Ibadan : Heinemann Educational Books Nigeria, 1991
- Darksongs : poems. Ibadan : Heinemann Educational Books Nigeria, 1991
- Darkvisions : stories. Lagos : Malthouse Press, 2001
- Blood Will Call. Erzählungen. 2012

Film
- Unbreakable. 2018, Screenwriter, Co-Producer
- Over Her Dead Body. 2020, Screenwriter, Producer, Director